# Gynopteryx
Gynopteryx là một chi bướm đêm thuộc họ Geometridae.